# Океан (фильм, 2008)
«Океан» (исп. Océan) — российско-кубинский художественный фильм 2008 года режиссёра Михаила Косырева-Нестерова. Драма.
Мировая премьера состоялась в 2008 году в Японии в основной конкурсной программе Токийского международного кинофестиваля.Первый публичный показ в России состоялся в конкурсной программе кинофестиваля «Кинотавр» 10 июня 2008 года. В российский прокат фильм вышел в 2009 году. Московская премьера состоялась в Большом зале Московского Дома кино 21 июня 2008 года в Российских программах 30-го Московского международного кинофестиваля (ММКФ). Телевизионная премьера в России состоялась в 2010 году на федеральном Телеканале «Россия-Культура» в программе Кирилла Разлогова «Культ кино» .

## Сюжет
Главный герой — рыбак Джоэль, старший брат в бедной кубинской семье, влюблен в гордую красавицу Марисель. Но семья девушки предпочитает ему более выгодную партию — пограничника Анхеля. После свадьбы Марисэль и Анхель уезжают из поселка. Джоэль отправляется в Гавану, где знакомится с тренером по боксу Феллипе и чернокожей обольстительницей Жасмин, которые помогают ему стать чемпионом по боксу. Неожиданная встреча с Марисель меняет судьбу Джоэля. Муж Марисель с напарниками жестоко избивают любовника своей жены. Поражение в решающем матче по боксу только усиливает отчаяние Джоэля. Он снова встречается с Анхелем. Джоэлем движет месть и он решается на убийство Анхеля. Джоэль возвращается в посёлок. Желая спасти сына, мать находит ему лодку. Теперь его спасением и освобождением может быть только океан..

## В главных ролях
| Актёр                | Роль            |
| -------------------- | --------------- |
| Хорхе Луис Кастро    | Хоэль           |
| Янаси Ордонес Дана   | Марисель        |
| Алина Родригес Руис  | мать Хоэля      |
| Монсе Дуане Гонсалес | Хасмин          |
| Нардо Местре Флорес  | тренер по боксу |
| Мириам Васкес        | хозяйка пекарни |

## Съёмочная группа
- Продюсер: М. Косырев-Нестеров
- Автор сценария: М. Косырев-Нестеров
- Режиссёр-постановщик: М. Косырев-Нестеров
- Оператор-постановщик: О. Лукичёв
- Исполнительные продюсеры: Алексей Вульфов, Рафаэль А. Рей Родригес (Куба)

## История создания
Фильм «Океан» на момент создания в 2008 году явился первым за последнюю четверть века совместным кинопроектом России и Кубы. В качестве партнера выступил Кубинский Институт Искусства и Кинематографической Промышленности (ICAIC). Съемки проводились в первой половине 2007 года в рыбацком поселке Морильо (полностью разрушен в результате тайфуна в 2008 г.) провинции Пинар-дель-Рио и городе Гаване. Наряду с профессиональными актёрами в съемках активное участие принимали обычные граждане Кубы — рыбаки, жители деревень. Фильм снимался в естественных интерьерах. Съемочная группа вместе с рыбаками выходила в открытый океан, оказывалась в гуще реальной первомайской демонстрации. Многие эпизоды снимались приемами документального кино, в эстетике фильмов неореализма. Фильм снимался в условиях надзора кубинского КГБ. Несмотря на жесткий предварительный сценарий и контроль, связанный с цензурой (некоторые сцены были изъяты, другие откорректированы), съемки проходили в импровизационной манере, актёры говорили текст своими словами или слова рождались сами в зависимости от ситуации. Некоторых сцен вообще не было в первоначальном сценарии, и они рождались по ходу съемок. Главную роль исполнил студент второго курса Гаванской Академии театрального искусства George Luis Castro (в настоящее время проживает в Испании).
Фильм участвовал во множестве мировых кинофестивалей — в конкурсной программе Международного кинофестиваля в Токио, «Кинотавра», Международного кинофестиваля в Форт-Лодердейле (Флорида, США), Международного кинофестиваля в Сан-Пауло (Бразилия), МКФ в Трондхейме (Норвегия), МКФ в Санта-Барбаре (США), МКФ в Палм-Спрингсе (США), 16-м Фестивале российского кино в Онфлере (Франция), фестивале «Сталкер», кинофестивале в Фениксе (США), МКФ в Чебоксарах, Российского кинофестиваля «Любить человека» (Челябинск),  международном кинофестивале в Гонолулу (США) и др.. Всего более 25 международных фестивалей и программ. В 2009 году показ фильма в США был организован фестивалем Американского института киноискусства (AFI). Премьеры фильма состоялись в Lincoln Center (Нью-Йорк) и AFI Silver Theatre (Вашингтон) в 2009 году.

## Прокат
Дистрибьютором фильма в России выступила компания ООО «Кино без границ».

## Реставрация и режиссёрская версия
В 2015 году фильм был отреставрирован. Режиссёрская версия (выпущена в 2019 году) была показана на фестивалях в Канаде, Швеции, ЮАР, Индии, Испании, Италии (Главный приз за лучший фильм в Милане — CIFF), Нигерии (Лучший актёр Хорхе Луис Кастро — Премия UNIMA).

## Критика
Кинокритик Михаил Шиянов из TimeOut пишет:

«Это просто чудо: латиноамериканское мыло, снятое по всем правилам „умного“ кино российским (!) режиссёром. С одной стороны — цитаты из Калатозова, Куба либре, Первомай и ручная камера, с другой — настоящие мексиканские страсти. „Океан“ бьет по больному: работает на контрасте с адской московской жизнью и пробуждает страсть к курортному дауншифтингу даже у самых успешных яппи. Такое впечатление, что все счастье, которое было когда-то в нашей столице, равномерно распылили над островом Свободы и с тех пор Куба вообще не знает горя-печали. Пляшет, рыбачит и редко надевает штаны. Не дала девушка — так пойду искупаюсь, все равно разделся! Выгнали с работы — так разве это была работа? Не сложилась жизнь — отправлюсь в плаванье. Вряд ли кто-то, кроме Никиты Михалкова в фильме „Я шагаю по Москве“, был когда-нибудь так же искренне и непоколебимо доволен судьбой»..

Кинокритик Ирина Павлова пишет:

«Фильм внезапно меня захватил, я даже сразу не поняла — чем. Просто захватил и потащил незнамо куда. На Кубу. Потом, пересматривая его, я поняла: тем, по чему давно скучало сердце, мотивом почти чеховским, из „Трех сестер“ — „Надо жить, хочется жить, будем жить“. Ибо фильмов о том, что как бы ни была ужасна, невыносима, нестерпима жизнь — она всё равно благословение, и требует от человека приятия, а не злобы и ненависти, — я давно уже не видела. И тут — случилось»..

## Награды
- Приз за Лучший дебют. 16-й Кинофестиваль российского кино в Онфлере (Франция) 2008 г.[15];
- Специальный Приз жюри. Кинофестиваль СТАЛКЕР. Москва (Россия). Конкурс художественных фильмов. 2008 г.[16];
- Лучший режиссёр — Приз Золотая гирлянда. Международный кинофестиваль в Гонолулу (Гавайи, США). 2009 г.[17];
- Лучший фильм — Приз программы World Cinema. Международный кинофестиваль в Фениксе (Аризона, США). 2009 г.[18];
- Лучший игровой фильм конкурса — Приз жюри прессы и критики. Международный кинофестиваль в Чебоксарах (Россия). 2009 г.[19];
- Приз за лучшую женскую роль актрисе Монсе Дуане Гонсалес. Международный кинофестиваль в Чебоксарах (Россия). 2009 г.[20];
- Приз за Лучший фильм конкурса — BEST PICTURE. Международный кинофестиваль в Милане — CIFF (Италия). Режиссёрская версия фильма. 2020 г.[21];
- Премия за Лучшую мужскую роль Хорхе Луису Кастро. Ежегодная международная кинематографическая премия Нигерии — UNIVERSAL MOVIE AWARDS за 2021 год — 9 номинаций. Режиссёрская версия фильма.[22];
- Приз за Лучший зарубежный фильм — BEST INTERNATIONAL FEATURE FILM. Международный кинофестиваль — URUVATTI INTERNATIONAL FILM FESTIVAL (Индия). Режиссёрская версия фильма. 2021 г.[23];
- Приз за Лучшую мужскую роль Хорхе Луису Кастро — BEST ACTOR. Международный кинофестиваль — URUVATTI INTERNATIONAL FILM FESTIVAL (Индия). Режиссёрская версия фильма. 2021 г.[24];
- Приз за режиссуру - New Filmmaker Award. Международный кинофестиваль — Latino & Native American Film Festival (LANAFF) (США). Режиссёрская версия фильма. 2022 г.[25]